# Llista d'espècies de saltícids (D-G)
Llista de les espècies de saltícids per ordre alfabètic, de la lletra D a la G, descrites fins al 23 de maig del 2006.
- Per a les llistes d'espècies amb les altres lletres de l'alfabet, aneu a l'article principal: Llista d'espècies de saltícids.
- Per a la llista de tots els gèneres vegeu l'article Llista de gèneres de saltícids.

| Directori D E F G |

## D

### Damoetas
Damoetas Peckham i Peckham, 1886
- Damoetas christae Prószynski, 2001 (Borneo)
- Damoetas galianoae Prószynski, 2001 (Borneo)
- Damoetas nitidus (L. Koch, 1880) (Queensland, Nova Gal·les del Sud)

### Darwinneon
Darwinneon Cutler, 1971
- Darwinneon crypticus Cutler, 1971 (Illes Galàpagos)

### Dasycyptus
Dasycyptus Simon, 1902
- Dasycyptus dimus Simon, 1902 (Gabon, Congo)
- Dasycyptus dubius Berland i Millot, 1941 (Costa d'Ivori)

### Davidina
Davidina Brignoli, 1985
- Davidina magnidens (Schenkel, 1963) (Xina)

### Deloripa
Deloripa Simon, 1901
- Deloripa semialba Simon, 1901 (Brasil)

### Dendryphantes
Dendryphantes C. L. Koch, 1837
- Dendryphantes amphibolus Chamberlin, 1916 (Perú)
- Dendryphantes andinus Chamberlin, 1916 (Perú)
- Dendryphantes barguzinensis Danilov, 1997 (Rússia)
- Dendryphantes barrosmachadoi Caporiacco, 1955 (Veneçuela)
- Dendryphantes biankii Prószynski, 1979 (Rússia, Mongòlia, Xina)
- Dendryphantes bisquinquepunctatus Taczanowski, 1878 (Perú)
- Dendryphantes calus Chamberlin, 1916 (Perú)
- Dendryphantes caporiaccoi Roewer, 1951 (Karakorum)
- Dendryphantes centromaculatus Taczanowski, 1878 (Perú)
- Dendryphantes chuldensis Prószynski, 1982 (Mongòlia)
- Dendryphantes coccineocinctus Caporiacco, 1954 (Guaiana Francesa)
- Dendryphantes comatus Karsch, 1880 (Síria)
- Dendryphantes czekanowskii Prószynski, 1979 (Rússia)
- Dendryphantes darchan Logunov, 1993 (Mongòlia)
- Dendryphantes duodecempunctatus Mello-Leitão, 1943 (Argentina)
- Dendryphantes fulvipes (Mello-Leitão, 1943) (Xile)
- Dendryphantes fulviventris (Lucas, 1846) (Algèria)
- Dendryphantes fusconotatus (Grube, 1861) (Rússia, Mongòlia, Xina)
- Dendryphantes gertschi Caporiacco, 1947 (Guyana)
- Dendryphantes hastatus (Clerck, 1757) (Paleàrtic)
- Dendryphantes hewitti Lessert, 1925 (Àfrica oriental)
- Dendryphantes honestus (C. L. Koch, 1846) (Brasil)
- Dendryphantes lanipes C. L. Koch, 1846 (Itàlia)
- Dendryphantes lepidus (Peckham i Peckham, 1901) (Brasil)
- Dendryphantes linzhiensis Hu, 2001 (Xina)
- Dendryphantes madrynensis Mello-Leitão, 1940 (Argentina)
- Dendryphantes melanomerus Chamberlin, 1924 (Mèxic)
- Dendryphantes mendicus (C. L. Koch, 1846) (Índies Occidentals)
- Dendryphantes modestus (Mello-Leitão, 1941) (Argentina)
- Dendryphantes mordax (C. L. Koch, 1846) (Uruguai, Argentina)
- Dendryphantes nicator Wesolowska i van Harten, 1994 (Iemen)
- Dendryphantes nigromaculatus (Keyserling, 1885) (EUA)
- Dendryphantes niveornatus Mello-Leitão, 1936 (Xile)
- Dendryphantes nobilis (C. L. Koch, 1846) (South America)
- Dendryphantes ovchinnikovi Logunov i Marusik, 1994 (Kazakhstan, Kirguizstan)
- Dendryphantes patagonicus Simon, 1905 (Argentina)
- Dendryphantes potanini Logunov, 1993 (Xina)
- Dendryphantes praeposterus Denis, 1958 (Afganistan)
- Dendryphantes pseudochuldensis Peng, Xie i Kim, 1994 (Xina)
- Dendryphantes pugnax (C. L. Koch, 1846) (Mèxic)
- Dendryphantes purcelli Peckham i Peckham, 1903 (St. Helena, Sud-àfrica)
- Dendryphantes quaesitus Wesolowska i van Harten, 1994 (Iemen)
- Dendryphantes rafalskii Wesolowska, 2000 (Zimbabwe)
- Dendryphantes ravidus (Simon, 1868) (Poland, Lithuania, Rússia)
- Dendryphantes reimoseri Roewer, 1951 (Brasil)
- Dendryphantes rudis (Sundevall, 1833) (Paleàrtic)
- Dendryphantes sacci Simon, 1886 (Bolívia)
- Dendryphantes schultzei Simon, 1910 (Namibia)
- Dendryphantes secretus Wesolowska, 1995 (Kazakhstan)
- Dendryphantes sedulus (Blackwall, 1865) (Illes Cap Verd)
- Dendryphantes seriatus Taczanowski, 1878 (Perú)
- Dendryphantes sexguttatus (Mello-Leitão, 1945) (Argentina)
- Dendryphantes spinosissimus Caporiacco, 1954 (Guaiana Francesa)
- Dendryphantes strenuus (C. L. Koch, 1846) (Mèxic)
- Dendryphantes tuvinensis Logunov, 1991 (Rússia, Kazakhstan, Mongòlia)
- Dendryphantes yadongensis Hu, 2001 (Xina)
- Dendryphantes zygoballoides Chamberlin, 1924 (Mèxic)

### Depreissia
Depreissia Lessert, 1942
- Depreissia decipiens Deeleman-Reinhold i Floren, 2003 (Borneo)
- Depreissia myrmex Lessert, 1942 (Congo)

### Descanso
Descanso Peckham i Peckham, 1892
- Descanso chapoda Peckham i Peckham, 1892 (Brasil)
- Descanso discicollis (Taczanowski, 1878) (Perú)
- Descanso formosus Bryant, 1943 (Hispaniola)
- Descanso insolitus Chickering, 1946 (Panamà)
- Descanso magnus Bryant, 1943 (Hispaniola)
- Descanso montanus Bryant, 1943 (Hispaniola)
- Descanso peregrinus Chickering, 1946 (Panamà)
- Descanso sobrius Galiano, 1986 (Brasil)
- Descanso vagus Peckham i Peckham, 1892 (Brasil)
- Descanso ventrosus Galiano, 1986 (Brasil)

### Dexippus
Dexippus Thorell, 1891
- Dexippus kleini Thorell, 1891 (Sumatra)
- Dexippus taiwanensis Peng i Li, 2002 (Taiwan)
- Dexippus topali Prószynski, 1992 (Índia)

### Diagondas
Diagondas Simon, 1902
- Diagondas viridiaureus Simon, 1902 (Brasil)

### Dinattus
Dinattus Bryant, 1943
- Dinattus erebus Bryant, 1943 (Hispaniola)
- Dinattus heros Bryant, 1943 (Hispaniola)
- Dinattus minor Bryant, 1943 (Hispaniola)

### Diolenius
Diolenius Thorell, 1870
- Diolenius albomaculatus Thorell, 1881 (Nova Guinea, Illes Aru, Illes Kei)
- Diolenius albopiceus Hogg, 1915 (Nova Guinea)
- Diolenius amplectens Thorell, 1881 (Nova Guinea)
- Diolenius armatissimus Thorell, 1881 (Moluques)
- Diolenius bicinctus Simon, 1884 (Moluques, Nova Guinea)
- Diolenius bifasciatus Thorell, 1881 (Nova Guinea, Illes Kei)
- Diolenius carinifer Strand, 1907 (Moluques)
- Diolenius lugubris Thorell, 1881 (Nova Guinea, Nova Bretanya)
- Diolenius phrynoides (Walckenaer, 1837) (Amboina, Nova Guinea)
- Diolenius venustus Thorell, 1881 (Moluques)
- Diolenius vittatus Thorell, 1881 (Moluques)

### Diplocanthopoda
Diplocanthopoda Abraham, 1925
- Diplocanthopoda hatamensis (Thorell, 1881) (Malàisia, Nova Guinea)
- Diplocanthopoda marina Abraham, 1925 (Malàisia)

### Dolichoneon
Dolichoneon Caporiacco, 1935
- Dolichoneon typicus Caporiacco, 1935 (Karakorum)

### Donaldius
Donaldius Chickering, 1946
- Donaldius lucidus Chickering, 1946 (Panamà)

### Donoessus
Donoessus Simon, 1902
- Donoessus nigriceps (Simon, 1899) (Sumatra)
- Donoessus striatus Simon, 1902 (Borneo)

## E

### Eburneana
Eburneana Wesolowska i Szüts, 2001
- - Eburneana magna Wesolowska i Szüts, 2001 (Costa d'Ivori)
  - Eburneana scharffi Wesolowska i Szüts, 2001 (Tanzània)
- Eburneana wandae Szüts, 2003 (Camerun)

### Echeclus
Echeclus Thorell, 1890
- Echeclus concinnus Thorell, 1890 (Malàisia)

### Echinussa
Echinussa Simon, 1901
- Echinussa imerinensis Simon, 1901 (Madagascar)
- Echinussa praedatoria (Keyserling, 1877) (Madagascar)
- Echinussa vibrabunda (Simon, 1885) (Madagascar)

### Efate
Efate Berland, 1938
- Efate albobicinctus Berland, 1938 (Guam, Illes Carolina, Noves Hèbrides, Samoa, Fiji)
- Efate fimbriatus Berry, Beatty i Prószynski, 1996 (Illes Carolina, Illes Marshall)
- Efate raptor Berry, Beatty i Prószynski, 1996 (Fiji)

### Emathis
Emathis Simon, 1899
- Emathis astorgasensis Barrion i Litsinger, 1995 (Filipines)
- Emathis coprea (Thorell, 1890) (Sumatra)
- Emathis luteopunctata Petrunkevitch, 1930 (Puerto Rico)
- Emathis makilingensis Barrion i Litsinger, 1995 (Filipines)
- Emathis minuta Petrunkevitch, 1930 (Puerto Rico)
- Emathis portoricensis Petrunkevitch, 1930 (Puerto Rico)
- Emathis scabra (Thorell, 1890) (Sumatra)
- Emathis tetuani Petrunkevitch, 1930 (Puerto Rico)
- Emathis unispina Franganillo, 1930 (Cuba)
- Emathis weyersi Simon, 1899 (Sumatra fins a les Filipines)

### Empanda
Empanda Simon, 1903
- Empanda ornata (Peckham i Peckham, 1885) (Guatemala)

### Encolpius
Encolpius Simon, 1900
- Encolpius albobarbatus Simon, 1900 (Brasil)
- Encolpius fimbriatus Crane, 1943 (Veneçuela)
- Encolpius guaraniticus Galiano, 1968 (Argentina)

### Encymachus
Encymachus Simon, 1902
- Encymachus hesperus Lawrence, 1927 (Namibia)
- Encymachus livingstonei Simon, 1902 (Africa)

### Enoplomischus
Enoplomischus Giltay, 1931
- Enoplomischus ghesquierei Giltay, 1931 (Costa d'Ivori, Congo)
- Enoplomischus spinosus Wesolowska, 2005 (Kenya)

### Epeus
Epeus Peckham i Peckham, 1886
- Epeus alboguttatus (Thorell, 1887) (Xina, Birmània, Vietnam)
- Epeus albus Prószynski, 1992 (Índia)
- Epeus bicuspidatus (Song, Gu i Chen, 1988) (Xina)
- Epeus chilapataensis (Biswas i Biswas, 1992) (Índia)
- Epeus edwardsi Barrion i Litsinger, 1995 (Filipines)
- Epeus flavobilineatus (Doleschall, 1859) (Java)
- Epeus furcatus Zhang, Song i Li, 2003 (Singapur)
- Epeus glorius Zabka, 1985 (Xina, Vietnam)
- Epeus guangxi Peng i Li, 2002 (Xina)
- Epeus hawigalboguttatus Barrion i Litsinger, 1995 (Filipines)
- Epeus indicus Prószynski, 1992 (Índia)
- Epeus mirus (Peckham i Peckham, 1907) (Borneo)
- Epeus tener (Simon, 1877) (Java)

### Epidelaxia
Epidelaxia Simon, 1902
- Epidelaxia albocruciata Simon, 1902 (Sri Lanka)
- Epidelaxia albostellata Simon, 1902 (Sri Lanka)
- Epidelaxia obscura Simon, 1902 (Sri Lanka)

### Epocilla
Epocilla Thorell, 1887
- Epocilla aurantiaca (Simon, 1885) (Índia fins a Malàisia)
- Epocilla blairei Zabka, 1985 (Xina, Vietnam)
- Epocilla calcarata (Karsch, 1880) (Xina fins a Cèlebes, Seychelles, Hawaii)
- Epocilla femoralis Simon, 1901 (Sumatra)
- Epocilla innotata Thorell, 1895 (Birmània)
- Epocilla mauriciana Simon, 1901 (Mauritius)
- Epocilla picturata Simon, 1901 (Xina)
- Epocilla praetextata Thorell, 1887 (Birmània fins a Java)
- Epocilla xylina Simon, 1906 (Índia)

### Erasinus
Erasinus Simon, 1899
- Erasinus flagellifer Simon, 1899 (Sumatra)
- Erasinus flavibarbis Simon, 1902 (Java)
- Erasinus gracilis Peckham i Peckham, 1907 (Borneo)

### Ergane
Ergane L. Koch, 1881
- Ergane benjarei (Peckham i Peckham, 1907) (Borneo)
- Ergane carinata Berry, Beatty i Prószynski, 1996 (Filipines, Illes Carolina)
- Ergane cognata L. Koch, 1881 (Territori del Nord)
- Ergane insulana L. Koch, 1881 (Austràlia)

### Erica
Erica Peckham i Peckham, 1892
- Erica eugenia Peckham i Peckham, 1892 (Panamà fins a Brasil)

### Eris
Eris C. L. Koch, 1846
- Eris bulbosa (Karsch, 1880) (Mèxic)
- Eris flava (Peckham i Peckham, 1888) (EUA fins a Hispaniola)
- Eris floridana (Banks, 1904) (EUA)
- Eris illustris C. L. Koch, 1846 (Puerto Rico)
- Eris militaris (Hentz, 1845) (EUA, Canadà, Alaska)
- Eris perpacta (Chickering, 1946) (Panamà)
- Eris perpolita (Chickering, 1946) (Panamà)
- Eris riedeli (Schmidt, 1971) (Equador o Colòmbia)
- Eris rufa (C. L. Koch, 1846) (EUA)
- Eris tricolor (C. L. Koch, 1846) (Mèxic)
- Eris trimaculata (Banks, 1898) (Mèxic)
- Eris valida (Chickering, 1946) (Panamà)

### Euophrys
Euophrys C. L. Koch, 1834
- Euophrys acripes (Simon, 1871) (Còrsega)
- Euophrys alabardata Caporiacco, 1947 (Etiòpia)
- Euophrys albimana Denis, 1937 (Algèria)
- Euophrys albopalpalis Bao i Peng, 2002 (Taiwan)
- Euophrys albopatella Petrunkevitch, 1914 (Birmània)
- Euophrys alticola Denis, 1955 (França, Espanya)
- Euophrys ambigua C. L. Koch, 1846 (Surinam)
- Euophrys a-notata Mello-Leitão, 1940 (Argentina)
- Euophrys arenaria (Urquhart, 1888) (Nova Zelanda)
- Euophrys astuta (Simon, 1871) (Marroc)
- Euophrys atrata Song i Chai, 1992 (Xina)
- Euophrys auricolor Dyal, 1935 (Pakistan)
- Euophrys aurifrons Taczanowski, 1878 (Perú)
- Euophrys baliola (Simon, 1871) (Còrsega)
- Euophrys banksi Roewer, 1951 (Mèxic)
- Euophrys bifoveolata Tullgren, 1905 (Argentina)
- Euophrys bryophila Berry, Beatty i Prószynski, 1996 (Fiji)
- Euophrys bulbus Bao i Peng, 2002 (Taiwan)
- Euophrys canariensis Denis, 1941 (Illes Canàries)
- Euophrys capicola Simon, 1901 (Sud-àfrica)
- Euophrys catherinae Prószynski, 2000 (Iemen)
- Euophrys chiriatapuensis Tikader, 1977 (Índia, Illes Andaman)
- Euophrys concolorata Roewer, 1951 (Karakorum)
- Euophrys convergentis Strand, 1906 (Algèria, Tunísia, Líbia)
- Euophrys Illes Cooki Zabka, 1985 (Vietnam)
- Euophrys crux Taczanowski, 1878 (Perú)
- Euophrys dhaulagirica Zabka, 1980 (Nepal)
- Euophrys difficilis (Simon, 1868) (Migdia europeu)
- Euophrys evae Zabka, 1981 (Himalayas)
- Euophrys everestensis Wanless, 1975 (Tibet)
- Euophrys ferrumequinum Taczanowski, 1878 (Equador, Perú)
- Euophrys flavoatra (Grube, 1861) (Rússia)
- Euophrys frontalis (Walckenaer, 1802) (Paleàrtic)
- Euophrys fucata (Simon, 1868) (Turquia)
- Euophrys gambosa (Simon, 1868) (Mediterrani)
  - Euophrys gambosa mediocris Simon, 1937 (Migdia europeu)
- Euophrys granulata Denis, 1947 (Iemen)
- Euophrys herbigrada (Simon, 1871) (Europa)
- Euophrys infausta Peckham i Peckham, 1903 (Sud-àfrica)
- Euophrys innotata (Simon, 1868) (Western Mediterrani)
- Euophrys jirica Zabka, 1980 (Nepal)
- Euophrys kataokai Ikeda, 1996 (Rússia, Corea, Xina, Japó)
- Euophrys kirghizica Logunov, 1997 (Kirguizstan)
- Euophrys kittenbergeri Caporiacco, 1947 (Àfrica oriental)
- Euophrys kororensis Berry, Beatty i Prószynski, 1996 (Illes Carolina)
- Euophrys laetata Simon, 1904 (Xile)
- Euophrys leipoldti Peckham i Peckham, 1903 (Sud-àfrica)
- Euophrys leucopalpis Taczanowski, 1878 (Perú)
- Euophrys leucostigma C. L. Koch, 1846 (Brasil)
- Euophrys littoralis Soyer, 1959 (França)
- Euophrys lunata Bertkau, 1880 (Brasil)
- Euophrys luteolineata (Simon, 1871) (Còrsega)
- Euophrys manicata (Simon, 1871) (Marroc)
- Euophrys mapuche Galiano, 1968 (Xile)
- Euophrys marmarica Caporiacco, 1928 (Líbia)
- Euophrys maura Taczanowski, 1878 (Perú)
- Euophrys megastyla Caporiacco, 1949 (Kenya)
- Euophrys melanoleuca Mello-Leitão, 1944 (Argentina)
- Euophrys menemerella Strand, 1909 (Sud-àfrica)
- Euophrys minuta Prószynski, 1992 (Índia)
- Euophrys monadnock Emerton, 1891 (EUA, Canadà)
- Euophrys mottli Kolosváry, 1934 (Eslovàquia)
- Euophrys namulinensis Hu, 2001 (Xina)
- Euophrys nanchonensis Taczanowski, 1878 (Perú)
- Euophrys nangqianensis Hu, 2001 (Xina)
- Euophrys nepalica Zabka, 1980 (Nepal, Xina)
- Euophrys newtoni Peckham i Peckham, 1896 (Amèrica Central)
- Euophrys nigrescens Caporiacco, 1940 (Somalia)
- Euophrys nigripalpis Simon, 1937 (França, Còrsega)
- Euophrys nigritarsis (Simon, 1868) (França)
- Euophrys nigromaculata (Lucas, 1846) (Algèria)
- Euophrys omnisuperstes Wanless, 1975 (Nepal)
- Euophrys patagonica Simon, 1905 (Argentina)
- Euophrys patellaris Denis, 1957 (Espanya)
- Euophrys pehuenche Galiano, 1968 (Xile)
- Euophrys pelzelni Taczanowski, 1878 (Perú)
- Euophrys peruviana Taczanowski, 1878 (Perú)
- Euophrys pexa Simon, 1937 (França)
- Euophrys poloi Zabka, 1985 (Vietnam)
- Euophrys proszynskii Logunov, Cutler i Marusik, 1993 (Rússia, Kazakhstan)
- Euophrys pseudogambosa Strand, 1915 (Israel)
- Euophrys pulchella Peckham i Peckham, 1893 (St. Vincent)
- Euophrys purcelli Peckham i Peckham, 1903 (Sud-àfrica)
- Euophrys quadricolor Taczanowski, 1878 (Perú)
- Euophrys quadripunctata (Lucas, 1846) (Algèria)
- Euophrys quadrispinosa Lawrence, 1938 (Sud-àfrica)
- Euophrys quilpuensis Simon, 1901 (Xile)
- Euophrys rapida C. L. Koch, 1846 (Xile)
- Euophrys rosenhaueri L. Koch, 1856 (Espanya)
- Euophrys rubroclypea Dyal, 1935 (Pakistan)
- Euophrys rufa Dyal, 1935 (Pakistan)
- Euophrys rufibarbis (Simon, 1868) (Paleàrtic)
- Euophrys rufimana (Simon, 1875) (França)
- Euophrys saitiformis Simon, 1901 (Xile, Argentina)
- Euophrys sanctimatei Taczanowski, 1878 (Perú)
- Euophrys sedula (Simon, 1875) (França)
- Euophrys semiglabrata (Simon, 1868) (Portugal, Espanya, França)
- Euophrys semirufa Simon, 1884 (Síria)
- Euophrys sima Chamberlin, 1916 (Perú)
- Euophrys sinapicolor Taczanowski, 1878 (Perú)
- Euophrys striolata (C. L. Koch, 1846) (del nord, Europa central)
- Euophrys sulphurea (L. Koch, 1867) (Migdia europeu, Síria)
- Euophrys sutrix Holmberg, 1875 (Paraguai, Uruguai, Argentina)
- Euophrys talassica Logunov, 1997 (Kirguizstan)
- Euophrys tehuelche Galiano, 1968 (Xile)
- Euophrys terrestris (Simon, 1871) (Europa)
- Euophrys testaceozonata Caporiacco, 1922 (Itàlia)
- Euophrys turkmenica Logunov, 1997 (Turkmenistan)
- Euophrys uralensis Logunov, Cutler i Marusik, 1993 (Rússia, Àsia central)
- Euophrys valens Bösenberg i Lenz, 1895 (Àfrica oriental)
- Euophrys vestita Taczanowski, 1878 (Perú)
- Euophrys vetusta C. L. Koch, 1846 (St. Thomas)
- Euophrys wanyan Berry, Beatty i Prószynski, 1996 (Illes Carolina)
- Euophrys wenxianensis Yang i Tang, 1997 (Xina)
- Euophrys ysobolii Peckham i Peckham, 1896 (Guatemala)
- Euophrys yulungensis Zabka, 1980 (Xina, Nepal)

### Eupoa
Eupoa Zabka, 1985
- Eupoa prima Zabka, 1985 (Vietnam)

### Euryattus
Euryattus Thorell, 1881
- Euryattus bleekeri (Doleschall, 1859) (Sri Lanka fins a Queensland)
- Euryattus breviusculus (Simon, 1902) (Sri Lanka)
- Euryattus celebensis (Merian, 1911) (Sulawesi)
- Euryattus leopoldi (Roewer, 1938) (Nova Guinea, Illes Aru)
- Euryattus myiopotami (Thorell, 1881) (Nova Guinea)
- Euryattus porcellus Thorell, 1881 (Nova Guinea)
- Euryattus venustus (Doleschall, 1859) (Amboina, Nova Guinea)
- Euryattus wallacei (Thorell, 1881) (Queensland)

### Eustiromastix
Eustiromastix Simon, 1902
- Eustiromastix bahiensis Galiano, 1979 (Brasil)
- Eustiromastix efferatus Bauab i Soares, 1978 (Brasil)
- Eustiromastix falcatus Galiano, 1981 (Trinidad)
- Eustiromastix intermedius Galiano, 1979 (Veneçuela)
- Eustiromastix keyserlingi (Taczanowski, 1878) (Perú)
- Eustiromastix macropalpus Galiano, 1979 (Brasil)
- Eustiromastix major Simon, 1902 (Guaiana Francesa, Brasil)
- Eustiromastix moraballi Mello-Leitão, 1940 (Veneçuela, Guyana)
- Eustiromastix nativo Santos i Romero, 2004 (Brasil)
- Eustiromastix obscurus (Peckham i Peckham, 1893) (St. Vincent)
- Eustiromastix vincenti (Peckham i Peckham, 1893) (St. Vincent)

### Evarcha
Evarcha Simon, 1902
- Evarcha albaria (L. Koch, 1878) (Rússia, Xina, Corea, Japó)
- Evarcha amabilis (C. L. Koch, 1846) (EUA)
- Evarcha arcuata (Clerck, 1757) (Paleàrtic)
- Evarcha armeniaca Logunov, 1999 (Armenia, Azerbaidjan)
- Evarcha bakorensis Rollard i Wesolowska, 2002 (Guinea)
- Evarcha bicoronata (Simon, 1901) (Hong Kong)
- Evarcha bicuspidata Peng i Li, 2003 (Vietnam)
- Evarcha bihastata Wesolowska i Russell-Smith, 2000 (Tanzània)
- Evarcha bulbosa Zabka, 1985 (Xina, Vietnam)
- Evarcha cancellata (Simon, 1902) (Sri Lanka, Java)
- Evarcha certa Rollard i Wesolowska, 2002 (Guinea)
- Evarcha chappuisi Lessert, 1925 (Àfrica oriental)
- Evarcha chubbi Lessert, 1925 (Àfrica oriental)
- Evarcha coreana Seo, 1988 (Xina, Corea)
- Evarcha crinita Logunov i Zamanpoore, 2005 (Afganistan)
- Evarcha culicivora Wesolowska i Jackson, 2003 (Kenya)
- Evarcha darinurica Logunov, 2001 (Afganistan)
- Evarcha digitata Peng i Li, 2002 (Xina)
- Evarcha dubia (Kulczyn'ski, 1901) (Etiòpia)
- Evarcha elegans Wesolowska i Russell-Smith, 2000 (Tanzània)
- Evarcha eriki Wunderlich, 1987 (Illes Canàries)
- Evarcha falcata (Clerck, 1757) (Paleàrtic)
  - Evarcha falcata nigrofusca (Strand, 1900) (Norway)
  - Evarcha falcata xinglongensis Yang i Tang, 1996 (Xina)
- Evarcha fasciata Seo, 1992 (Xina, Corea, Japó)
- Evarcha flavocincta (C. L. Koch, 1846) (Xina fins a Java)
- Evarcha gausapata (Thorell, 1890) (Sumatra, Java)
- Evarcha hirticeps (Song i Chai, 1992) (Xina)
- Evarcha hoyi (Peckham i Peckham, 1883) (EUA, Canadà)
- Evarcha hunanensis Peng, Xie i Kim, 1993 (Xina)
- Evarcha hyllinella Strand, 1913 (Lombok)
- Evarcha infrastriata (Keyserling, 1881) (Queensland)
- Evarcha jucunda (Lucas, 1846) (Mediterrani, introduït in Bèlgica)
- Evarcha kirghisica Rakov, 1997 (Kirguizstan)
- Evarcha laetabunda (C. L. Koch, 1846) (Paleàrtic)
- Evarcha maculata Rollard i Wesolowska, 2002 (Guinea)
- Evarcha madagascariensis Prószynski, 1992 (Madagascar)
- Evarcha michailovi Logunov, 1992 (França, Rússia, Àsia central, Xina)
- Evarcha mongolica Danilov i Logunov, 1994 (Rússia, Xina)
- Evarcha natalica Simon, 1902 (Sud-àfrica)
- Evarcha negevensis Prószynski, 2000 (Israel)
- Evarcha nenilini Rakov, 1997 (Àsia central)
- Evarcha nepos (O. P.-Cambridge, 1872) (Israel)
- Evarcha nigricans (Dalmas, 1920) (Tunísia)
- Evarcha obscura Caporiacco, 1947 (Àfrica oriental)
- Evarcha optabilis (Fox, 1937) (Xina)
- Evarcha orientalis (Song i Chai, 1992) (Xina)
- Evarcha paralbaria Song i Chai, 1992 (Xina)
- Evarcha patagiata (O. P.-Cambridge, 1872) (Síria)
- Evarcha petrae Prószynski, 1992 (Tailàndia)
- Evarcha pileckii Prószynski, 2000 (Israel)
- Evarcha pococki Zabka, 1985 (Bhutan fins a Vietnam, Xina)
- Evarcha praeclara Prószynski i Wesolowska, 2003 (Sudan, Israel, Iemen)
- Evarcha proszynskii Marusik i Logunov, 1998 (Rússia fins al Japó, EUA, Canadà)
- Evarcha pseudopococki Peng, Xie i Kim, 1993 (Xina)
- Evarcha pulchella (Thorell, 1895) (Birmània)
- Evarcha reiskindi Berry, Beatty i Prószynski, 1996 (Illes Carolina)
- Evarcha sichuanensis Peng, Xie i Kim, 1993 (Xina)
- Evarcha similis Caporiacco, 1941 (Etiòpia)
- Evarcha similis Wesolowska i Russell-Smith, 2000 (Tanzània)
- Evarcha syriaca Kulczyn'ski, 1911 (Síria, Israel)
- Evarcha vitosa Próchniewicz, 1989 (Central, Àfrica oriental)
- Evarcha wenxianensis Tang i Yang, 1995 (Xina)
- Evarcha wulingensis Peng, Xie i Kim, 1993 (Xina)

## F

### Featheroides
Featheroides Peng i cols., 1994
- Featheroides typicus Peng i cols., 1994 (Xina)
- Featheroides yunnanensis Peng i cols., 1994 (Xina)

### Festucula
Festucula Simon, 1901
- Festucula festuculaeformis (Lessert, 1925) (Central, Est Sud-àfrica)
- Festucula lawrencei Lessert, 1933 (Angola, Tanzània)
- Festucula vermiformis Simon, 1901 (Iemen)

### Flacillula
Flacillula Strand, 1932
- Flacillula albofrenata (Simon, 1905) (Java)
- Flacillula incognita Zabka, 1985 (Vietnam)
- Flacillula lubrica (Simon, 1901) (Sri Lanka)
- Flacillula minuta (Berland, 1929) (Illes Carolina, Niue, Samoa, Illes Cook)
- Flacillula nitens Berry, Beatty i Prószynski, 1997 (Illes Carolina)
- Flacillula purpurea (Dyal, 1935) (Pakistan)

### Fluda
Fluda Peckham i Peckham, 1892
- Fluda angulosa Simon, 1900 (Veneçuela)
- Fluda araguae Galiano, 1971 (Veneçuela)
- Fluda elata Galiano, 1986 (Equador)
- Fluda goianiae Soares i Camargo, 1948 (Brasil)
- Fluda inpae Galiano, 1971 (Brasil)
- Fluda narcissa Peckham i Peckham, 1892 (Brasil)
- Fluda nigritarsis Simon, 1900 (Veneçuela)
- Fluda opica (Peckham i Peckham, 1892) (Brasil)
- Fluda perdita (Peckham i Peckham, 1892) (Colòmbia, Trinidad, Guyana)
- Fluda princeps Banks, 1929 (Panamà)
- Fluda ruficeps (Taczanowski, 1878) (Perú)

### Frespera
Frespera Braul i Lise, 2002
- Frespera carinata (Simon, 1902) (Veneçuela)
- Frespera meridionalis Braul i Lise, 2002 (Veneçuela)

### Freya
Freya C. L. Koch, 1850
- Freya albosignata (F. O. P.-Cambridge, 1901) (Guatemala, Panamà)
- Freya arraijanica Chickering, 1946 (Panamà)
- Freya atures Galiano, 2001 (Veneçuela)
- Freya bicavata (F. O. P.-Cambridge, 1901) (Panamà)
- Freya bifida (F. O. P.-Cambridge, 1901) (Panamà)
- Freya bifurcata (F. O. P.-Cambridge, 1901) (Panamà)
- Freya chapare Galiano, 2001 (Bolívia, Brasil)
- Freya chionopogon Simon, 1902 (Veneçuela)
- Freya decorata (C. L. Koch, 1846) (Northern South America)
- Freya demarcata Chamberlin i Ivie, 1936 (Panamà)
- Freya disparipes Caporiacco, 1954 (Guaiana Francesa)
- Freya dureti Galiano, 2001 (Brasil)
- Freya dyali Roewer, 1951 (Pakistan)
- Freya emarginata (F. O. P.-Cambridge, 1901) (Guatemala)
- Freya frontalis Banks, 1929 (Panamà)
- Freya grisea (F. O. P.-Cambridge, 1901) (Guatemala, Panamà)
- Freya guianensis Caporiacco, 1947 (Veneçuela, Guyana)
- Freya infuscata (F. O. P.-Cambridge, 1901) (El Salvador, Panamà)
- Freya justina Banks, 1929 (Panamà)
- Freya longispina (F. O. P.-Cambridge, 1901) (Guatemala, Panamà)
- Freya maculatipes (F. O. P.-Cambridge, 1901) (Mèxic)
- Freya minuta (F. O. P.-Cambridge, 1901) (Panamà)
- Freya nannispina Chamberlin i Ivie, 1936 (Panamà)
- Freya nigrotaeniata (Mello-Leitão, 1945) (Paraguai, Argentina)
- Freya perelegans Simon, 1902 (Veneçuela)
- Freya petrunkevitchi Chickering, 1946 (Panamà)
- Freya prominens (F. O. P.-Cambridge, 1901) (de Mèxic fins a Panamà)
- Freya regia (Peckham i Peckham, 1896) (Mèxic, Guatemala)
- Freya rubiginosa (C. L. Koch, 1846) (Brasil)
- Freya rufohirta (Simon, 1902) (Brasil)
- Freya rustica (Peckham i Peckham, 1896) (Guatemala, Panamà)

### Frigga
Frigga C. L. Koch, 1850
- Frigga coronigera (C. L. Koch, 1846) (Brasil)
- Frigga crocuta (Taczanowski, 1878) (Perú, Equador, Illes Galàpagos, Illes Marqueses, Queensland)
- Frigga finitima Galiano, 1979 (Bolívia, Argentina)
- Frigga flava (F. O. P.-Cambridge, 1901) (Guatemala)
- Frigga kessleri (Taczanowski, 1872) (Brasil, Guyana, Guaiana Francesa)
- Frigga opulenta Galiano, 1979 (Equador, Perú)
- Frigga pratensis (Peckham i Peckham, 1885) (Mèxic fins a Colòmbia)
- Frigga quintensis (Tullgren, 1905) (Argentina, Brasil)
- Frigga rufa (Caporiacco, 1947) (Guyana, Brasil)
- Frigga simoni (Berland, 1913) (Equador)

### Fritzia
Fritzia O. P.-Cambridge, 1879
- Fritzia muelleri O. P.-Cambridge, 1879 (Brasil, Argentina)

### Fuentes
Fuentes Peckham i Peckham, 1894
- Fuentes pertinax Peckham i Peckham, 1894 (Honduras)

### Furculattus
Furculattus Balogh, 1980
- Furculattus maxillosus Balogh, 1980 (Nova Guinea, Nova Bretanya)

## G

### Gambaquezonia
Gambaquezonia Barrion i Litsinger, 1995
- Gambaquezonia itimana Barrion i Litsinger, 1995 (Filipines)

### Gangus
Gangus Simon, 1902
- Gangus concinnus (Keyserling, 1881) (Queensland)
- Gangus decorus Simon, 1902 (Queensland)
- Gangus longulus Simon, 1902 (Queensland)
- Gangus manipisus Barrion i Litsinger, 1995 (Filipines)

### Gastromicans
Gastromicans Mello-Leitão, 1917
- Gastromicans albopilosa (Simon, 1903) (Brasil, Paraguai)
- Gastromicans hondurensis (Peckham i Peckham, 1896) (Guatemala, Honduras)
- Gastromicans levispina (F. O. P.-Cambridge, 1901) (Panamà)
- Gastromicans noxiosa (Simon, 1886) (Bolívia)
- Gastromicans tesselata (C. L. Koch, 1846) (Brasil)
- Gastromicans vigens (Peckham i Peckham, 1901) (Brasil, Argentina)

### Gedea
Gedea Simon, 1902
- Gedea daoxianensis Song i Gong, 1992 (Xina)
- Gedea flavogularis Simon, 1902 (Java)
- Gedea sinensis Song i Chai, 1991 (Xina)
- Gedea tibialis Zabka, 1985 (Vietnam)
- Gedea unguiformis Xiao i Yin, 1991 (Xina)

### Gelotia
Gelotia Thorell, 1890
- Gelotia argenteolimbata (Simon, 1900) (Singapur)
- Gelotia bimaculata Thorell, 1890 (Sumatra, Borneo)
- Gelotia frenata Thorell, 1890 (Sumatra)
- Gelotia lanka Wijesinghe, 1991 (Sri Lanka)
- Gelotia robusta Wanless, 1984 (Nova Bretanya)
- Gelotia salax (Thorell, 1877) (Sulawesi)
- Gelotia syringopalpis Wanless, 1984 (Xina, Malàisia, Borneo)

### Ghelna
Ghelna Maddison, 1996
- Ghelna barrowsi (Kaston, 1973) (EUA)
- Ghelna canadensis (Banks, 1897) (EUA, Canadà)
- Ghelna castanea (Hentz, 1846) (EUA)
- Ghelna sexmaculata (Banks, 1895) (EUA, Canadà)

### Ghumattus
Ghumattus Prószynski, 1992
- Ghumattus primus Prószynski, 1992 (Índia)

### Giuiria
Giuiria Strand, 1906
- Giuiria unica Strand, 1906 (Etiòpia)

### Goleba
Goleba Wanless, 1980
- Goleba jocquei Szüts, 2001 (Congo)
- Goleba pallens (Blackwall, 1877) (Aldabra, Seychelles)
- Goleba puella (Simon, 1885) (Ghana fins a Kenya)
- Goleba punctata (Peckham i Wheeler, 1888) (Madagascar)

### Goleta
Goleta Peckham i Peckham, 1894
- Goleta peckhami Simon, 1900 (Madagascar)
- Goleta workmani (Peckham i Peckham, 1885) (Madagascar)

### Gorgasella
Gorgasella Chickering, 1946
- Gorgasella eximia Chickering, 1946 (Panamà)

### Gramenca
Gramenca Rollard i Wesolowska, 2002
- Gramenca prima Rollard i Wesolowska, 2002 (Guinea)

### Grayenulla
Grayenulla Zabka, 1992
- Grayenulla australensis Zabka, 1992 (Austràlia Occidental)
- Grayenulla dejongi Zabka, 1992 (Austràlia Occidental)
- Grayenulla nova Zabka, 1992 (Austràlia Occidental)
- Grayenulla spinimana Zabka i Gray, 2002 (Austràlia Occidental)
- Grayenulla waldockae Zabka, 1992 (Austràlia Occidental)
- Grayenulla wilganea Zabka i Gray, 2002 (Nova Gal·les del Sud)
- Grayenulla wishartorum Zabka, 1992 (Queensland)

### Gypogyna
Gypogyna Simon, 1900
- Gypogyna forceps Simon, 1900 (Paraguai, Argentina)